# 蔡邕
蔡 邕（さい よう、132年または133年 - 192年）は、中国後漢末期の政治家・儒者・書家。字は伯喈（はくかい）。兗州陳留郡圉県の人。蔡叔度の子孫。父は蔡棱。娘は蔡琰。従弟は蔡谷。叔父は蔡質。外孫は羊徽瑜（西晋の景献皇后）・羊祜。

## 事跡
若い頃から博学で、太傅の胡広に師事した。辞章・算術・天文を好み、音律に精通した。
孝心篤い人柄で、母が病を患ってから3年間、寒暑に関わり無く自ら看病し、母が死ぬと庵を塚の側に立てた。彼の動静は礼に適っていたため、兎が室の傍に群れ馴染み、木が繁茂した。遠近の者達はこれを不思議に思い、多くの者が往来しながら見入った。また叔父や従弟と同居し、3世代で財産を分けて暮らしたため、郷党（同胞達）からの義を高めることとなった。
桓帝の時代、蔡邕の鼓琴の腕前を聞いた中常侍らが、桓帝に報告して召し寄せようとした事があったが、蔡邕は旅程の途中で病と称して引き返し、交際を絶って古文を研究して暮らした。建寧3年（170年）、橋玄から司徒府へ招聘された。蔡邕は橋玄から甚だ敬待をうけ、やがて河平県長となった後、召されて郎中に任命され、議郎へ昇進した。
当時、儒学の経典は成立から長い年月が経っていたために正しい文章が失われ、俗世間には誤りの多い文章が流布していると見なされていた。熹平4年（175年）、蔡邕は五官中郎将の堂谿典・楊賜・馬日磾、議郎の張馴・韓説、太史令の単颺らと共に、六経の文字を校訂するよう奏上した。結果的に霊帝から詔許が下され、この作業は蔡邕の自書によって、洛陽太学門外に46枚、総字20万字に及ぶ石碑として立てられた。これは熹平石経として現在でも残石が保管されている。
熹平6年（177年）、霊帝が書画辞賦を良くする者たちを高位に就けようとすると、蔡邕は政治を執らせる事に反対して、時宜に合わせ経学に通じた文武の才を用いるように上表した（陳政要七事疏）。しかしこれは省みられず、光和元年（178年）に鴻都門学が置かれる事になった。同年、宦官の専横を厳しく直諌する封事を奉ったが、これが曹節に漏洩したため宦官の恨みを買ってしまい、程璜の誣告によって叔父の蔡質ととも獄に下されて棄市となった。蔡邕の無実を憐れんで霊帝に訴え出た中常侍の呂強のおかげで死一等を減じられて家属共々朔方郡へ徒刑となった。翌年大赦を受けたが、郷里で再び宦官の親族と揉め事を起こしたため、揚州へ亡命した。滞在は12年にも及んだ。
中平6年（189年）、霊帝の崩御に乗じて朝廷の実権を掌握した董卓は、蔡邕の高名を聞いて招聘した。一度は病と称して断ったものの、激怒した董卓に逆らえず洛陽へ入り、祭酒に任じられた。まもなく高第に推挙されて侍御史・持書御史・尚書と僅か3日の間に累進した。その後、巴郡太守に転任しようとしたところを留められて侍中となり、初平元年（190年）には左中郎将を任され、董卓の王匡討伐に従軍して軍の指揮を執り、功績を挙げた。献帝の長安遷都に従って高陽郷侯に封じられた。董卓は蔡邕の才学を重んじて厚く待遇したものの、独り善がりであったため彼の進言に従う事は少なかった。蔡邕はこれを恨めしく思い、また董卓の終わりの良くないことを予感し兗州に逃れようとも考えた。従弟に相談したところ「君の容貌は常人と異なり、道を行くたびに観る者が集まって来ます。これでどうして己を隠し、難を避けられましょうか」と諌められたため、計画を中止したという。
初平3年（192年）、董卓が王允によって誅殺されると、不意の事に蔡邕は慨嘆し、その顔色が変わった。それを見た王允は、蔡邕に対し「董卓は国の大賊である。君は王臣となり、憤りを同じくすべきところだ。それなのに私遇を懐かしみ大節を忘れたのか。今、天が罪を誅したというのに、かえってこれを痛ましく思うとは、まさか君も董卓と同じく逆賊ではあるまいな」と叱りつけて、即刻廷尉に収監させた。蔡邕は謝罪した上で、黥首（額にいれずみを入れる）・刖足（あしきり）の刑によって死罪を代替し、漢史の編纂を続けさせて欲しいと頼んだ。太尉の馬日磾をはじめとして士大夫の多くが王允を諌めたが、王允は「昔、武帝が司馬遷を殺さなかったばかりに、誹謗の書が世に流れる事となった。幼主の左右で佞臣に筆を執らせるべきではない。聖徳に益無く、また私がその誹謗を被る元となるだろう」と答えた。その後、王允が悔いて容疑を取り下げようとしたが間に合わず、蔡邕は獄死することになった。享年61。紳士諸儒は涙を流さない者が無く、また北海国の鄭玄はこの報を聞き「漢世の事、誰と共に正せばよいのだ」と慨嘆した。兗州の陳留県では、皆画像を描いて蔡邕を讃頌した。
その文芸は、詩・賦・碑・誄・銘・贊・連珠・箴・弔・論議に及び、『独断』・『勧学』・『釈誨』・『叙楽』・『女訓』・『篆芸』といった著作が知られる。他に祝文・章表・書記など、およそ104篇が世に伝えられたと『後漢書』蔡邕伝は記す。蔡邕が収集した漢史の史料は、李傕の乱によって多くが失われた。元々は東観において、盧植・馬日磾らと共に行われていたこの『漢記』の撰補は、このような戦乱と関係者の死去などのために中断されたが、建安年間に入って楊彪の手により最後の編纂が行われ、『東観漢記』として知られる事になった。
後漢末の文化人として有名な阮瑀・王粲・路粋などは彼の門下生である。